# Panajot Pano

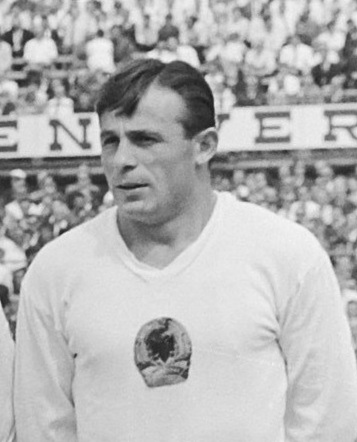
Panajot Pano in 1964.

Panajot Pano (Grieks: Παναγιώτης Πάνου (Panagiotis Panou)) (Durrës, 7 maart 1939 – Jacksonville (Florida) (Verenigde Staten), 19 januari 2010) was een Albanees voetballer.
Panajot Pano is afkomstig uit de etnisch-Griekse gemeenschap. Hij begon zijn loopbaan als doelman bij de jeugdafdelingen van SK Tirana en werd nadien midvoor bij hun aartsrivaal Partizan Tirana. Pano won met Partizan Tirana viermaal het kampioenschap van Albanië, vijf keer de beker van Albanië en in 1970 de Balkan Cup. Op het internationaal plan speelde hij 25 maal  voor het Albanees voetbalelftal, waarin hij drie keer scoorde. Bij de jubileumviering van de UEFA in 2003 werd hij door Albanië verkozen tot Gouden speler als de beste speler van de afgelopen 50 jaar van zijn land.
In 2009 werd Pano onderscheiden met het Eerbetoon  van de  Natie door de president van Albanië, Bamir Topi. Pano was de eerste voetballer die deze onderscheiding kreeg.

## Goals in het kampioenschap van Albanië
| Seizoen | Ploeg     | Goals |
| ------- | --------- | ----- |
| 1958    | SK Tirana | 2     |
| 1959    | SK Tirana | 6     |
| 1960    | Partizani | 7     |
| 1961    | Partizani | 14    |
| 1962–63 | Partizani | 17    |
| 1963–64 | Partizani | 10    |
| 1964–65 | Partizani | 7     |
| 1965–66 | Partizani | 6     |
| 1966–67 | Partizani | 10    |
| 1968    | Partizani | 17    |
| 1969–70 | Partizani | 11    |
| 1970–71 | Partizani | 17    |
| 1971–72 | Partizani | 9     |
| 1972–73 | Partizani | 4     |
| 1973–74 | Partizani | 7     |
| TOTAAL  |           | 144   |